# Scranton (Pennsilvània)
Scranton és una població dels Estats Units a l'estat de Pennsilvània. Segons el cens del 2007 tenia 72.485 habitants.

## Demografia
Segons el cens del 2000, Scranton tenia 76.415 habitants, 31.303 habitatges, i 18.124 famílies. La densitat de població era de 1.169,4 habitants/km².
Dels 31.303 habitatges en un 24,4% hi vivien nens de menys de 18 anys, en un 39,8% hi vivien parelles casades, en un 13,8% dones solteres, i en un 42,1% no eren unitats familiars. En el 36,7% dels habitatges hi vivien persones soles el 18,1% de les quals corresponia a persones de 65 anys o més que vivien soles. El nombre mitjà de persones vivint en cada habitatge era de 2,29 i el nombre mitjà de persones que vivien en cada família era de 3,01.
Per edats la població es repartia de la següent manera: un 20,8% tenia menys de 18 anys, un 12,3% entre 18 i 24, un 25,5% entre 25 i 44, un 21,2% de 45 a 60 i un 20,1% 65 anys o més.
L'edat mediana era de 39 anys. Per cada 100 dones de 18 o més anys hi havia 83,0 homes.
La renda mediana per habitatge era de 28.805$ i la renda mediana per família de 41.642$. Els homes tenien una renda mediana de 30.829$ mentre que les dones 21.858$. La renda per capita de la població era de 16.174$. Entorn del 10,7% de les famílies i el 15% de la població estaven per davall del llindar de pobresa.

## Cultura popular

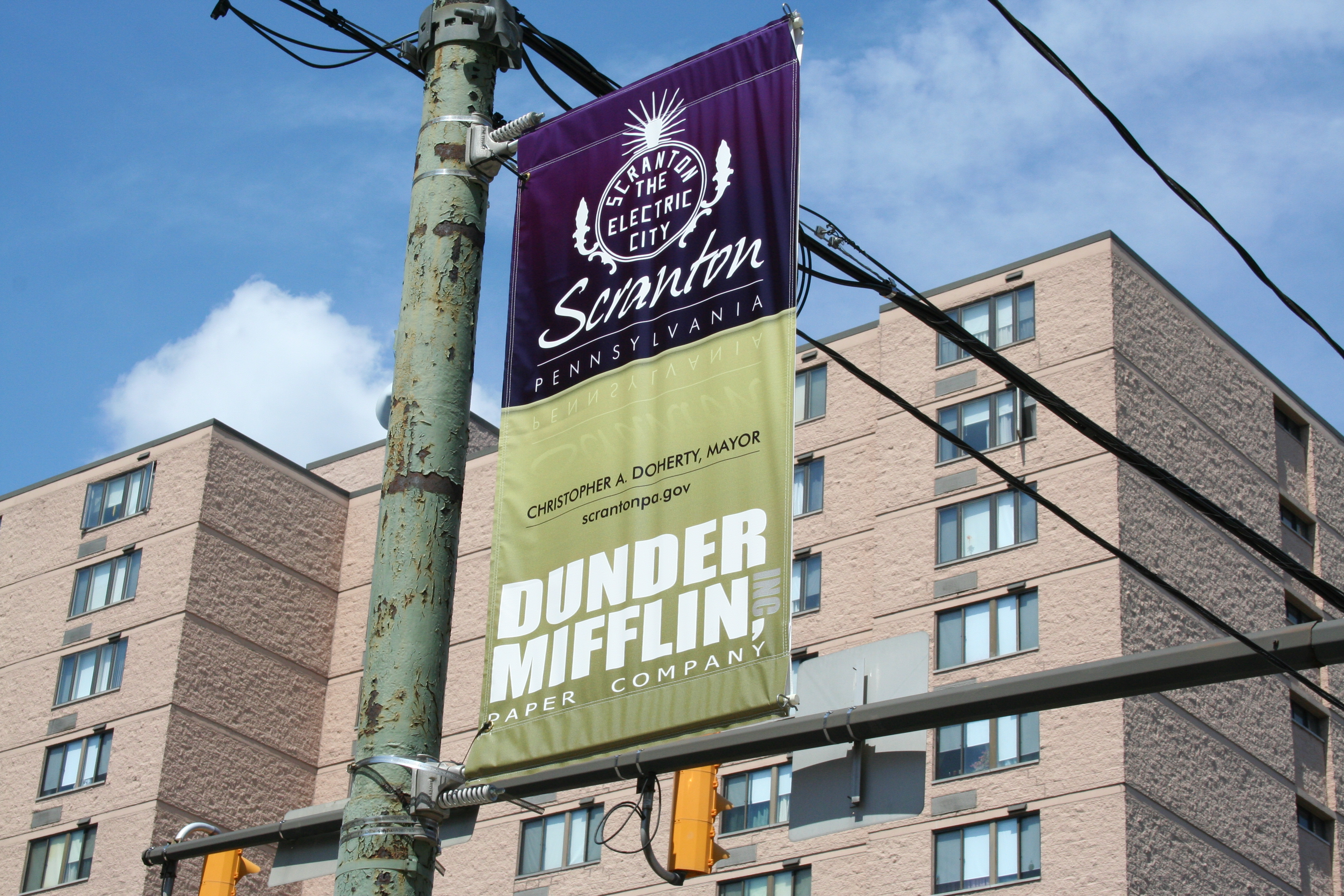
Una pancarta promocional de Dunder Mifflin, la companyia de paper fictícia en la sèrie The Office.

Scranton és la ciutat on es troba la filial de l'empresa de distribució de paper Dunder-Mifflin on es desenvolupa la sèrie The Office.

## Personatges il·lustres
- Hugh Glass (1783 - 1833), caçador i explorador.
- Burrhus Frederic Skinner (1904 - 1990), psicòleg.
- Hugh Ellsworth Rodham (1911 - 1993), pare de Hillary Clinton.
- Cy Endfield (1914 - 1995), guionista, escenògraf de teatre i de cinema, escriptor, mag i inventor.
- Jane Jacobs (1916 - 2006), teòrica i activista de l'urbanisme humanista.
- Emile De Antonio (1921 - 1989), director cinematogràfic.
- Joe Biden (1942), 46è president dels Estats Units d'Amèrica.
- Howard Gardner (1943), psicòleg.
- Robert Reich, (1946), economista, professor universitari, columnista, comunicador i polític.
- Cynthia Rothrock (1957), actriu.

## Ciutats agermanades
- Trnava, Eslovàquia